# 海上保安庁船艇一覧
海上保安庁船艇一覧は、海上保安庁が過去保有した、または現在保有する、または将来保有する予定の、未完成・計画中止を含めた歴代船艇一覧である。

## 船艇一覧

### 警備救難業務用船艇

#### 巡視船
- 栗橋（PL-100）[1] - 1隻
- 愛知丸（PB-30）[2] - 1隻
- 映海丸（PB-31）[3] - 1隻
- 佐賀丸（PB-32）[4] - 1隻
- 鴻城丸（PB-33）[5] - 1隻
- 第二愛媛丸（PB-34）[6] - 1隻
- 隼丸（PB-35）[7] - 1隻
- 朝風丸（PB-36）[8] - 1隻
- 第十七おおとり丸（PS-1001）[9] - 1隻
- 第二勝丸（PS-1002）[10] - 1隻
- 第三京丸（PS-1003）[9] - 1隻
- 第七利丸（PS-1004）[11] - 1隻
- なみちどり（PS-53）[12] - 1隻
- かささぎ型 - 35隻 ※ ASC型

かささぎ（PB-01）、わかさぎ（PB-02）、まなづる（PB-03）、やまどり（PB-04）、おしどり（PB-05）、うぐいす（PB-06）、つぐみ（PB-07）、せきれい（PB-08）、おおたか（PB-09）、かり（PB-10）、やませみ（PB-11）、べにづる（PB-12）、はつかり（PB-13）、しらさぎ（PB-14）、こまどり（PB-15）、ひばり（PB-16）、はと（PB-17）、ちどり（PB-18）、はやぶさ（PB-19）、きじ（PB-20）、かわせみ（PB-21）、ひよどり（PB-22）、つばめ（PB-23）、こたか（PB-24）、わかたか（PB-25）、しぎ（PB-26）、かもめ（PB-27）、おおとり（PB-28）、うずら（PB-32）、あおさぎ（PB-37）、ひなづる（PB-38）、ほおじろ（PB-39）、しらたか（PB-40）、やまがら（PB-41）、みずとり（PB-42）、
- 加徳（PB-29）[48] - 1隻 ※ AML型
- みうら（PL-01）[49] - 1隻 ※ 700トン型
- いそちどり型 - 2隻 ※ ARB型

いそちどり（PB-43）、しまちどり（H-104）、
- かわちどり型 - 8隻 ※ ARB型

かわちどり（PB-44）、はまちどり（PB-45）、あさちどり（PB-46）、ゆうちどり（PB-47）、みおちどり（PB-56）、ともちどり（PB-58）、おきちどり（PS-60）、はるちどり（PS-115）、
- かばしま（PS-59）[59] - 1隻 ※ ARB型
- さわちどり型 - 3隻 ※ ARB型

さわちどり（PS-48）、わかちどり（PS-49）、むらちどり（PS-57）、
- いわちどり（PS-61）[63] - 1隻 ※ ARB型
- さよちどり（PS-52）[64] - 1隻 ※ ARB型
- おじか型 - 5隻 ※ 旧海軍海防艦型

おじか（PL-102）、あつみ（PL-103）、さつま（PL-104）、つがる（PL-105）、こじま（PL-106）、
- だいおう型 - 2隻 ※ 700トン型

昭和24年度計画
だいおう（PL-02）、むろと（PL-03）、
- あわじ型 - 3隻 ※ 450トン型

昭和24年度計画
あわじ（PM-01）、みやけ（PM-02）、さど（PM-03）、
- れぶん型 - 14隻 ※ 450トン型

昭和25年度計画
れぶん（PM-04）、いき（PM-05）、おき（PM-06）、げんかい（PM-07）、はちじよう（PM-08）、あまくさ（PM-09）、
昭和25年度第1次追加計画
おくしり（PM-10）、くさかき（PM-11）、りしり（PM-12）、のと（PM-13）、へくら（PM-14）、みくら（PM-15）、こしき（PM-16）、ひらど（PM-17）、
- ちふり型 - 5隻 ※ 改450トン型

昭和25年度第2次追加計画
ちふり（PM-18）、くろかみ（PM-19）、こうず（PM-20）、しきね（PM-21）、だいとう（PM-22）、
- くま型 - 20隻 ※ 270トン型

昭和25年度計画
くま（PS-62）、ふじ（PS-63）、てんりゆう（PS-64）、
昭和25年度第1次追加計画
いすず（PS-65）、いしかり（PS-66）、さがみ（PS-67）、おおよど（PS-68）、くずりゆう（PS-69）、あぶくま（PS-70）、きくち（PS-71）、もがみ（PS-72）、よしの（PS-73）、
昭和25年度第2次追加計画
のしろ（PS-74）、きそ（PS-75）、しなの（PS-76）、ちくご（PS-77）、くまの（PS-78）、
昭和26年度計画
ながら（PS-79）、とね（PS-80）、きたかみ（PS-81）、
- とかち型 - 2隻 ※ 350トン型

昭和28年度計画
とかち（PS-51）、たつた（PS-52）、
- てしお（PS-53） - 1隻 ※ 改350トン型

昭和29年度計画
- やはぎ型- 7隻 ※ 改350トン型

昭和30年度計画
やはぎ（PS-54）、
昭和31年度計画
すみだ（PS-55）、
昭和32年度計画
ちとせ（PS-56）、
昭和33年度計画
そらち（PS-57）、
昭和34年度計画
ゆうばり（PS-58）、
昭和35年度計画
ほろない（PS-59）、
その他
おきなわ（PM-59）、
- 宗谷（PL-107）[71] - 1隻

- まつうら型 - 5隻 ※ 改2-350トン型

昭和35年度計画
まつうら（PS-60）、
昭和36年度計画
せんだい（PS-61）、
昭和39年度計画
あまみ（PS-62）、
昭和40年度計画
なとり（PS-63）、
昭和41年度計画
からつ（PS-64）、
- つくば（PS-31） - 1隻 ※ 特130トン型

昭和36年度計画
- のじま型 - 2隻 ※ 900トン型

昭和36年度計画
のじま（PL-11）、
昭和37年度計画
おじか（PL-12）、
- ひだか型 - 14隻 ※ 130トン型

昭和36年度計画
ひだか（PS-32）、
昭和37年度計画
ひやま（PS-33）、つるぎ（PS-34）、
昭和38年度計画
ろつこう（PS-35）、たかなわ（PS-36）、あきよし（PS-37）、
昭和39年度計画
くにみ（PS-38）、たかつき（PS-39）、
昭和40年度計画
かむい（PS-41）、
昭和41年度計画
あしたか（PS-43）、くらま（PS-44）、
昭和42年度計画
いぶき（PS-45）、とうみ（PS-46）、
その他
ちとせ（PS-49）、
- こじま（PL-21） - 1隻

昭和38年度計画
- えりも型 - 2隻 ※ 改900トン型

昭和39年度計画
えりも（PL-13）、
昭和40年度計画
さつま（PL-14）、
- あかぎ（PS-40） - 1隻 ※ 特130トン型

昭和39年度計画
- びざん型 - 3隻 ※ 特130トン型

昭和40年度計画
びざん（PS-42）、
昭和43年度計画
あさま（PS-47）、
昭和44年度計画
しらみね（PS-48）、
- いず型 - 2隻 ※ 2,000トン型

昭和41年度計画
いず（PL-31）、
昭和42年度計画
みうら（PL-32）、
- くなしり型 - 7隻 ※ 改3-350トン型

昭和43年度計画
くなしり（PM-65）、
昭和44年度計画
みなべ（PM-66）、
昭和45年度計画
さろべつ（PM-67）、
昭和46年度計画
かみしま（PM-68）、
昭和47年度計画
みやけ（PM-70）、あわじ（PM-71）、やえやま（PM-72）、
- だいおう型 - 2隻 ※ 改2-900トン型

昭和47年度計画
だいおう（PL-15）、
昭和48年度計画
むろと（PL-16）、
- びほろ型 - 20隻 ※ 改4-350トン型

昭和48年度計画
びほろ（PM-73）、くま（PM-74）、
昭和49年度計画
ふじ（PM-75）、かばしま（PM-76）、さど（PM-77）、
昭和50年度計画
いしかり（PM-78）、あぶくま（PM-79）、いすず（PM-80）、きくち（PM-81）、くずりゆう（PM-82）、
昭和51年度計画
ほろべつ（PM-83）、しらかみ（PM-84）、さがみ（PM-85）、とね（PM-86）、よしの（PM-87）、くろべ（PM-88）、
昭和52年度計画
ちくご（PM-90）、やまくに（PM-91）、かつら（PM-92）、しなの（PM-93）、
- そうや（PLH-01） - 1隻 ※ ヘリコプター1機搭載型

昭和52年度計画
- たかとり型 - 2隻 ※ 特350トン型

昭和52年度計画
たかとり（PM-89）、
昭和53年度計画
くまの（PM-94）、
- つがる型 - 9隻 ※ ヘリコプター1機搭載型

昭和52年度補正計画
つがる（PLH-02）、
昭和53年度計画
おおすみ（PLH-03）、
昭和53年度補正計画
うらが（PLH-04）、
昭和55年度計画
ざおう（PLH-05）、
昭和56年度計画
ちくぜん（PLH-06）、
昭和57年度計画
せっつ（PLH-07）、
昭和62年度補正計画
えちご（PLH-08）、
平成9年度計画
りゅうきゅう（PLH-09）、
平成10年度第3次補正計画
だいせん（PLH-10）、
- しれとこ型 - 28隻 ※ 1,000トン型

昭和52年度補正計画
しれとこ（PL-101）、えさん（PL-102）、わかさ（PL-103）、やひこ（PL-104）、もとぶ（PL-105）、
昭和53年度計画
りしり（PL-106）、まつしま（PL-107）、いわき（PL-108）、しきね（PL-109）、するが（PL-110）、
昭和53年度補正計画
れぶん（PL-111）、ちようかい（PL-112）、あしずり（PL-113）、おき（PL-114）、のと（PL-115）、よなくに（PL-116）、だいせつ（PL-117）、しもきた（PL-118）、すずか（PL-119）、くにさき（PL-120）、げんかい（PL-121）、ごとう（PL-122）、こしき（PL-123）、はてるま（PL-124）、
昭和54年度計画
かとり（PL-125）、くにがみ（PL-126）、えとも（PL-127）、ましゆう（PL-128）、
- てしお型 - 14隻 ※ 500トン型

昭和54年度計画
てしお（PM-01）、おいらせ（PM-02）、えちぜん（PM-03）、
昭和55年度計画
とかち（PM-04）、ひたち（PM-05）、おきつ（PM-06）、
昭和56年度計画
いさづ（PM-07）、
昭和57年度計画
ちとせ（PM-08）、くわの（PM-09）、
昭和58年度計画
そらち（PM-10）、
昭和59年度計画
ゆうばり（PM-11）、
昭和60年度計画
もとうら（PM-12）、かの（PM-13）、
昭和62年度計画
せんだい（PM-14）、
- あかぎ型 - 7隻 ※ 特130トン型

昭和54年度計画
あかぎ（PS-101）、
昭和56年度計画
つくば（PS-102）、
昭和61年度計画
こんごう（PS-103）、
昭和62年度補正計画
かつらぎ（PS-104）、ひろみね（PS-105）、しづき（PS-106）、たかちほ（PS-107）、
- みずほ型 - 2隻 ※ ヘリコプター2機搭載型

昭和58年度計画
みずほ（PLH-21）、
昭和61年度計画
やしま（PLH-22）、
- のじま（PL-01）[99] - 1隻 ※ 1,000トン型

昭和62年度計画
- みはし型 - 4隻 ※ 180トン型

昭和62年度計画
みはし（PS-01）、
昭和63年度計画
さろま（PS-02）、いなさ（PS-03）、
平成元年度計画
きりしま（PS-04）、
- おじか型 - 7隻 ※ 1,000トン型

平成元年度計画
おじか（PL-02）、
平成4年度計画
くだか（PL-03）、
平成5年度計画
さつま（PL-04）、
平成8年度補正計画
はかた（PL-05）、
平成9年度計画
でじま（PL-06）、さつま（PL-07）、
平成10年度計画
もとぶ（PL-08）、
- しきしま（PLH-31） - 1隻 ※ ヘリコプター2機搭載型

平成元年補正計画
- こじま（PL-21） - 1隻 ※ 3,000トン型

平成2年度計画
- あまみ型 - 4隻 ※ 350トン型

平成3年度計画
あまみ（PM-95）、
平成5年度第1次補正計画
まつうら（PM-96）、
平成8年度補正計画
くなしり（PM-97）、みなべ（PM-98）、
- たかつき型 - 2隻 ※ 特130トン型

平成3年度計画
たかつき（PS-108）、
平成4年度計画
のばる（PS-109）、
- びざん型 - 18隻 ※ 180トン型

平成4年度計画
びざん（PS-06）、
平成4年度補正計画
かむい（PS-05）、
平成5年度第1次補正計画
あしたか（PS-07）、
平成5年度第3次補正計画
くらま（PS-08）、
平成7年度計画
あらせ（PS-09）、さんべ（PS-10）、
平成10年度第3次補正計画
みずき（PS-11）、
平成14年度計画
こうや（PS-12）、
平成19年度計画
つくば（PS-13）、あかぎ（PS-14）、
平成21年度計画
びざん（PS-15）、のばる（PS-16）、
平成21年度補正計画
たかちほ（PS-17）、さんれい（PS-18）、あさじ（PS-19）、
平成29年度計画
しんざん（PS-20）、
令和2年度第3次補正計画
さろま（PS-21）、きりしま（PS-22）、
- てしお（PM-15） - 1隻 ※ 500トン型

平成5年度計画
- いず（PL-31） - 1隻 ※ 3,500トン型

平成7年度第1次補正計画
- みうら（PL-22） - 1隻 ※ 3,000トン型

平成8年度計画
- つるぎ型 - 6隻 ※ 高速特殊警備船

平成11年度第2次補正計画
つるぎ（PS-201）、ほたか（PS-202）、のりくら（PS-203）、
平成14年度計画
かいもん（PS-204）、あさま（PS-205）、
平成15年度計画
ほうおう（PS-206）、
- とから型 - 20隻 ※ 350トン型

平成13年度計画
とから（PM-21）、ふくえ（PM-22）、
平成14年度計画
おいらせ（PM-23）、
平成18年度計画
ふじ（PM-24）、えちぜん（PM-25）、きくち（PM-26）、よしの（PM-27）、いすず（PM-28）、やまくに（PM-29）、
平成19年度計画
かの（PM-30）、あぶくま（PM-31）、みなべ（PM-32）、
平成20年度計画
まつうら（PM-33）、ちくご（PM-34）、くろせ（PM-35）、おきつ（PM-36）、
平成21年度計画
くなしり（PM-37）、おおみ（PM-38）、おくしり（PM-39）、なつい（PM-40）、
- あそ型 - 3隻 ※ 1,000トン型

平成14年度計画
あそ（PL-41）、
平成15年度計画
でわ（PL-42）、はくさん（PL-43）、
- ひだ型 - 3隻 ※ 2,000トン型

平成15年度計画
ひだ（PL-51）、あかいし（PL-52）、
平成16年度計画
きそ（PL-53）、
- はてるま型 - 9隻 ※ 1,000トン型

平成17年度計画
はてるま（PL-61）、
平成18年度計画
はかた（PL-62）、よなくに（PL-63）、もとぶ（PL-64）、くにがみ（PL-65）、
平成19年度計画
しきね（PL-66）、あまぎ（PL-67）、すずか（PL-68）、こしき（PL-69）、
- くにがみ型 - 22隻（1隻建造中、4隻計画中） ※ 1,000トン型

平成21年度補正計画
くにがみ（PL-09）、もとぶ（PL-10）、
平成24年度予備費計画
たけとみ（PL-81）、なぐら（PL-82）、かびら（PL-83）、ざんぱ（PL-84）、
平成24年度補正計画
たらま（PL-85）、いけま（PL-86）、いらぶ（PL-87）、とかしき（PL-88）、あぐに（PL-89）、いぜな（PL-90）、
平成25年度補正計画
りしり（PL-11）、えさん（PL-12）、もとぶ（PL-13）、よなくに（PL-14）、おき（PL-01）、えりも（PL-02）、
平成29年度計画
つるが（PL-91）、
平成29年度補正計画
えちぜん（PL-92）、
令和元年度補正計画
わかさ（PL-93）、
令和2年度第3次補正計画
はてるま（PL-94）、
令和3年度補正計画
いらぶ（PL-95）、
令和6年度計画
（PL-）、（PL-）、（PL-）、（PL-）、
- あきつしま（PLH-32） - 1隻 ※ ヘリコプター2機搭載型

平成22年度計画
- いわみ型 - 6隻 (1隻計画中)　※ 1,000トン型

平成22年度補正計画
いわみ（PL-71）、れぶん（PL-72）、
平成23年度計画
きい（PL-73）、まつしま（PL-74）、
平成23年度第3次補正計画
わかさ（PL-75）、さど（PL-76）、
令和6年度計画
（PL-）、
- かとり型 - 9隻 ※ 500トン型[127]

平成26年度計画
かとり（PM-51）、いしかり（PM-52）、とかち（PM-53）、いよ（PM-54）、
平成26年度補正計画
ひたち（PM-55）、きたかみ（PM-56）、
平成27年度補正計画
そらち（PM-57）、なつい（PM-58）、
令和元年度補正計画
ちとせ（PM-59）、
- しもじ型 -  11隻（1隻計画中） ※ 180トン型[127]

平成26年度補正計画
しもじ（PS-31）、くりま（PS-32）、おおがみ（PS-33）、
平成27年度補正計画
しぎら（PS-34）、ともり（PS-35）、とぐち（PS-36）、
平成28年度第2次補正計画
ひさまつ（PS-37）、ながやま（PS-38）、まえはま（PS-39）、
平成30年度第2次補正計画
みかづき（PS-40）、
令和3年度補正計画
かむい（PS-41）、
令和6年度計画
（PS-）、
- みずほ型 - 1隻（1隻計画中）※ ヘリコプター2機搭載型[127]

平成27年度補正計画
みずほ （PLH-41）、
令和5年度補正計画
（PLH-）、
- しゅんこう型 - 3隻（1隻建造中）※ ヘリコプター2機搭載型[127]

平成28年度第2次補正計画
しゅんこう（PLH-42）、
令和元年度補正計画
あさなぎ（PLH-43）、ゆみはり（PLH-44）、
令和4年度補正計画
かんばい（PLH-45）、
- れいめい型 - 4隻 ※ ヘリコプター1機搭載型

平成28年度第2次補正計画
れいめい（PLH-33）、
平成29年度計画
あかつき（PLH-34）、
平成29年度補正計画
あさづき（PLH-35）、
令和3年度補正計画
しきしま（PLH-31）、
- みやこ型 - 4隻（2隻建造中、3隻計画中） ※ 3,500トン型

平成28年度第2次補正計画
みやこ（PL-201）、
平成30年度第2次補正計画
おおすみ（PL-202）、
令和元年度補正計画
やえやま（PL-203）、
令和3年度補正計画
あまみ（PL-204）、ごとう（PL-205）、だいとう（PL-206）、
令和4年度補正計画
（PL-）、（PL-）、
令和6年度補正計画
（PL-）、
- いつくしま（PL-23） - 1隻 ※ 5,500トン型

令和2年度第3次補正計画
- そうや （PLH-01）- （1隻建造中）

令和3年度補正計画
- 国際業務対応・練習船型（仮称） - （1隻計画中）

令和4年度補正計画
- 新型ヘリコプター1機搭載型（仮称） - （1隻計画中）

令和6年度計画

#### 巡視艇
- しらうめ型[128] - 5隻

あさぎり（H-111）、しらうめ（H-137）、はつしも（CL-61）、あきしも（CL-62）、きよしも（CL-65）、
- 雄神型[129] - 8隻

雄神（H-80）、あけぼの（H-107）、黒滝（H-132）、しらたえ（CL-72）、しらつゆ（CL-73）、おぼろ（CL-74）、たてがみ（CL-158）、うるめ（CL-159）、
- 春風型[132] - 3隻

春風（H-119）、潮風（H-120）、はつはる（CL-75）、
- そよかぜ型 - 11隻 ※ 15メートル型

昭和24年度計画
そよかぜ（CL-01）、おきかぜ（CL-02）、うみかぜ（CL-03）、かわかぜ（CL-04）、やまかぜ（CL-05）、みねかぜ（CL-06）、のかぜ（CL-07）、たにかぜ（CL-08）、さわかぜ（CL-09）、ぬまかぜ（CL-10）、
その他
はつかぜ（CL-11）、
- すずらん型 - 3隻 ※ 10メートル型

昭和25度計画
すずらん（CS-57）、さふらん（CS-58）、すいせん（CS-59）、
- あやめ型 - 52隻 ※ 12メートル型

昭和25年度計画
あやめ（CS-47）、さつき（CS-48）、つつじ（CS-49）、あおい（CS-50）、つばき（CS-51）、すみれ（CS-52）、しらゆり（CS-53）、たちばな（CS-54）、やまふじ（CS-55）、のばら（CS-56）、
昭和25年度第1次追加計画
あわぎく（CS-60）、はまぎく（CS-61）、ひなぎく（CS-62）、いそぎく（CS-63）、いわぎく（CS-64）、のぎく（CS-65）、さわぎく（CS-66）、しおぎく（CS-67）、たまぎく（CS-68）、やまぎく（CS-69）、
昭和26年度計画
りんどう（CS-74）、あじさい（CS-75）、ひまわり（CS-76）、むらさき（CS-77）、こすもす（CS-78）、からくさ（CS-79）、ひなげし（CS-80）、くろゆり（CS-81）、ひめゆり（CS-82）、やまゆり（CS-83）、もくれん（CS-84）、からたち（CS-85）、ふよう（CS-86）、さかき（CS-87）、かえで（CS-88）、かいどう（CS-89）、もくせい（CS-90）、しらかば（CS-91）、かしわ（CS-92）、かつら（CS-93）、ちぐさ（CS-94）、わかくさ（CS-95）、なつぐさ（CS-96）、あきぐさ（CS-97）、こうばい（CS-98）、わかば（CS-99）、ふたば（CS-100）、あおば（CS-101）、わかたけ（CS-102）、くれたけ（CS-103）、おだけ（CS-104）、しのだけ（CS-105）、
- むつき（PC-25） - 1隻 ※ 25メートル型

昭和25年度第1次追加計画
- はつなみ型 - 24隻 ※ 23メートル型

昭和25年度計画
はつなみ（PC-01）、あやなみ（PC-02）、いそなみ（PC-03）、うらなみ（PC-04）、きよなみ（PC-05）、おきなみ（PC-06）、たまなみ（PC-07）、すずなみ（PC-08）、ちよなみ（PC-09）、はやなみ（PC-10）、
昭和25年度第1次追加計画
はつづき（PC-11）、はなづき（PC-12）、きよづき（PC-13）、もちづき（PC-14）、にいづき（PC-15）、すずつき（PC-16）、てるづき（PC-17）、うらづき（PC-18）、わかづき（PC-19）、やまづき（PC-20）、
昭和25年度第2次追加計画
はるづき（PC-21）、なつづき（PC-22）、あきづき（PC-23）、ふゆづき（PC-24）、
- さぎり型 - 4隻 ※ 18メートル型

昭和26年度計画
さぎり（PC-26）、ゆうぎり（PC-27）、やまぎり（PC-28）、かわぎり（PC-29）、
- はるさめ型 - 2隻 ※ 16メートル型

昭和26年度計画
はるさめ（CL-84）、むらさめ（CL-85）、
- ききよう型 - 4隻

ききよう（CS-70）、あさがお（CS-71）、はぎ（CS-72）、なでしこ（CS-73）、
- 旧・海軍300トン飛行機救難船 - 1隻

あけぼの（H-104）、
- 旧・海軍300トン曳船 - 1隻

朝凪（H-77）、
- 旧・海軍150トン曳船兼交通船 - 7隻

四海丸（H-34）、夕凪（H-79）、白杉（H-115）、金剛丸（H-138）、中浦丸（H-139）、しまちどり（H-104）、CP8（CL-66）、
- 旧・海軍150トン曳船（敷設艇型） - 1隻

CP12（CL-67）、
- 旧・海軍100トン曳船兼交通船 - 3隻

海鴛（H-66）、海鷲（H-88）、しらぬい（CL-71）、
- 旧・海軍100トン曳船（敷設艇型） - 3隻

ゆうぐれ（CL-68）、ゆうばえ（CL-69）、かげろう（CL-70）、
- 旧・海軍60トン曳船兼交通船 - 1隻

朝風（CL-110）、
- 旧・海軍17メートル内火艇 - 8隻

朝凪（H-110）、疾風（H-127）、あさしも（CL-63）、ゆうしも（CL-64）、はつゆき（CL-81）、みゆき（CL-82）、ゆうなぎ（CL-16）、さわゆき（CL-105）、
- 旧・海軍16メートル魚雷追躡艇 - 1隻

すずかぜ（H-142）、
- 旧・海軍15メートル内火艇 - 10隻

おしか（H-105）、浜風（H-112）、磯風（H-113）、やしま（H-124）、べいこん（H-125）、はつぎく（CS-33）、あさゆき（CL-78）、あわゆき（CL-79）、ふぶき（CL-80）、しらゆき（CL-83）、
- 旧・海軍15メートル作業艇 - 1隻

暁（H-129）、
- 旧・海軍12メートル内火艇 - 11隻

あかつき（H-48）、はやて（H-107）、浦風（H-114）、KB532（H-117）、KB533（H-118）、わかざくら（CS-37）、やえざくら（CS-38）、やまざくら（CS-40）、やぐるま（CS-44）、やまぶき（CS-46）、しらいと（CS-44）、
- 旧・海軍12メートル内火ランチ - 3隻

さざなみ（H-54）、あきざくら（CS-42）、こざくら（CS-43）、
- 旧・海軍11メートル内火艇 - 4隻

小鳩（H-67）、きぎく（CS-34）、しらぎく（CS-35）、はつざくら（CS-36）、
- 旧・海軍10メートル内火通船 - 1隻

白滝（H-133）、
- 旧・海軍9メートル内火艇 - 2隻

うべ丸（H-68）、なるせ（H-106）、
- 旧・海軍6メートル内火艇 - 3隻

にじ（CL-75）、のぎく（CS-39）、こぎく（CS-41）、
- 旧・陸軍交通船 - 2隻

浪切丸（H-101）、春陽（H-134）、
- 旧・税関所属船 - 47隻

さくら丸（H-01）、霞丸（H-08）、さくら（H-18）、やなぎ（H-19）、つつじ（H-20）、金川丸（H-21）、大正丸（H-22）、あけぼの（H-23）、もみじ（H-24）、あさひ（H-25）、宝（H-26）、はぎ（H-27）、鉄拐丸（H-28）、呉羽丸（H-29）、名隆丸（H-30）、八剣丸（H-31）、高津丸（H-33）、千鳥丸（H-35）、たつ丸（H-50）、つる丸（H-51）、みそぎ丸（H-52）、富士丸（H-53）、海竜（H-55）、海鳳（H-56）、富士（H-57）、神狭丸（H-58）、ちから丸（H-59）、神風丸（H-60）、安達丸（H-61）、満珠丸（H-62）、迅救丸（H-63）、桜号（H-65）、きぶね丸（H-70）、べにし丸（H-72）、亀山丸（H-73）、大東丸（H-74）、はやぶさ丸（H-75）、女神丸（H-76）、神島丸（H-81）、神崎丸（H-82）、男神丸（H-83）、楓号（H-86）、椿号（H-87）、三保丸（H-90）、まつ（H-91）、はと丸（H-95）、摂津丸（H-96）、すみれ（H-102）、きり（H-103）、
- 旧・税関曳船 - 13隻

海光丸（H-15）、海王（H-16）、海神（H-17）、神竜丸（H-37）、梅丸（H-38）、菊丸（H-39）、於がたま丸（H-40）、たちばな丸（H-41）、港栄丸（H-42）、桜丸（H-43）、藤丸（H-44）、第一海関丸（H-45）、第五海関丸（H-46）、
- 旧・海運局交通船 - 9隻

北海丸（H-06）、春風丸（H-08）、海運丸（H-11）、青梅丸（H-13）、神海丸（H-47）、関海丸（H-64）、門海丸（H-71）、きゆうかい（H-84）、境海丸（H-99）、糸海丸（H-100）、
- 鴎丸（H-02） - 1隻

- 雄昌丸（H-03） - 1隻

- 安別丸（H-04） - 1隻

- 草薙丸（H-05） - 1隻

- 第二春日丸（H-09） - 1隻

- あけぼの丸（H-10） - 1隻

- 波鳥（H-12） - 1隻

- H-14 - 1隻

- ひばり（H-32） - 1隻

- かもめ丸（H-36） - 1隻

- はやぶさ（H-49） - 1隻

- かもめ（H-85） - 1隻

- 蔭ノ尾（H-89） - 1隻

- 万代丸（H-92）[148] - 1隻

- 加茂丸（H-93） - 1隻

- 宝安丸（H-94） - 1隻

- 第二豊丸（H-97） - 1隻

- はやなみ丸（H-98） - 1隻

- 追風（H-109） - 1隻

- 筑前丸（H-116）[149] - 1隻

- 浜風（H-121） - 1隻

- 第三愛媛丸（H-122）[6] - 1隻

- あさぎり（H-123）[150] - 1隻

- 八雲（H-126）[151] - 1隻

- 鳴海（H-128） - 1隻

- 朝霧（H-130） - 1隻

- さざなみ（H-131） - 1隻

- つばめ（H-135） - 1隻

- 日吉丸（H-136） - 1隻

- 旧・高知県取締船 - 3隻

あさひ（H-140）、きさらぎ（H-141）、やよい（H-143）、
- ゆうなぎ（CL-76）[152] - 1隻

- 満珠丸（CL-77） - 1隻

- 第二愛媛丸（CL-109） - 1隻

- 日島丸（CL-111） - 1隻

- 為仁丸（CS-125）[153] - 1隻

- 神祐丸（CL-126）[154] - 1隻

- あけび（CL-126） - 1隻

- わかな（CS-127）[155] - 1隻

- 葉山丸（CL-111）[156] - 1隻

- うらなみ（PC-04）[157] - 1隻

- ひりゆう（PC-109）[158] - 1隻 ※ ピケット・ボート型

- はるかぜ型 - 10隻 ※ 15メートル型

昭和32年度計画
はるかぜ（CL-15）、さちかぜ（CL-16）、
昭和34年度計画
まつかぜ（CL-18）、いわかぜ（CL-19）、なつかぜ（CL-20）、
昭和36年度計画
ゆきかぜ（CL-21）、しまかぜ（CL-22）、ゆうかぜ（CL-23）、
昭和38年度計画
よどかぜ（CL-24）、あさかぜ（CL-25）、
- はなゆき (PC-37) - 1隻 ※ 23メートル型

昭和33年度計画
- みねゆき型 - 2隻 ※ 23メートル型

昭和33年度計画
みねゆき（PC-38）、
昭和34年度計画
いそゆき（PC-39）、
- はたかぜ（CL-17）[159] - 1隻 ※ 15メートル型

- さゆり型 - 2隻

昭和34年度計画
さゆり（CS-57）、
昭和35年度計画
もみじ（CS-58）、
- まつゆき型 - 11隻 ※ 23メートル型

昭和38年度計画
まつゆき（PC-40）、
昭和40年度計画
しまゆき（PC-41）、たまゆき（PC-42）、はまゆき（PC-43）、
昭和41年度計画
やまゆき（PC-44）、こまゆき（PC-45）、
昭和42年度計画
うみぎり（PC-46）、あさぎり（PC-47）、
昭和44年度計画
さぎり（PC-49）、せとぎり（PC-50）、はやぎり（PC-51）、
- やかぜ型 - 18隻 ※ 15メートル型

昭和39年度計画
やかぜ（CL-26）、きよかぜ（CL-27）、いよかぜ（CL-28）、
昭和40年度計画
ふさかぜ（CL-29）、たちかぜ（CL-30）、ことかぜ（CL-31）、
昭和41年度計画
きたかぜ（CL-32）、いそかぜ（CL-33）、きそかぜ（CL-34）、みちかぜ（CL-35）、つるかぜ（CL-36）、あまつかぜ（CL-37）、
昭和42年度計画
くきかぜ（CL-38）、さぎかぜ（CL-39）、しおかぜ（CL-40）、にいかぜ（CL-41）、ともかぜ（CL-42）、わかかぜ（CL-43）、
- あさしも型 - 10隻 ※ 改造在来艇（規格17メートル型）

あさしも（CL-302）、さわゆき（CL-304）、はつゆき（CL-307）、みゆき（CL-308）、きよしも（CL-310）、しらたえ（CL-313）、名隆丸（CL-315）、疾風（CL-316）、はつはる（CL-318）、ゆうなぎ（CL-319）、
- 浜風型 - 8隻 ※ 改造在来艇（規格15メートル型）

浜風（CL-301）、あわゆき（CL-303）、あさゆき（CL-305）、ふぶき（CL-306）、朝凪（CL-311）、あきしも（CL-312）、しらゆき（CL-314）、はつぎく（CL-317）、
- しらぎく型 - 13隻 ※ 改造在来艇（規格12メートル型）

しらぎく（CS-115）、あきざくら（CS-121）、やえざくら（CS-119）、なでしこ（CS-105）、やまざくら（CS-117）、葉山丸（CL-156）、やぐるま（CS-122）、やまぶき（CS-123）、きさらぎ（CS-107）、やよい（CS-108）、しらいと（CS-124）、あけび（CS-126）、はつざくら（CS-120）、
- はまゆう（CS-100）[160] - 1隻

- はまぎり型 - 2隻 ※ 23メートル型

昭和44年度計画
はまぎり（PC-48）、
昭和45年度計画
はまなみ（PC-52）、
- ちよかぜ型 - 96隻 ※ 15メートル型

昭和43年度計画
ちよかぜ（CL-44）、たまかぜ（CL-45）、なだかぜ（CL-46）、くにかぜ（CL-47）、とよかぜ（CL-48）、ときかぜ（CL-49）、
昭和44年度計画
すずかぜ（CL-50）、うらかぜ（CL-51）、むつかぜ（CL-52）、すぎかぜ（CL-53）、ふじかぜ（CL-54）、みやかぜ（CL-55）、よしかぜ（CL-56）、ちぬかぜ（CL-57）、すまかぜ（CL-58）、なちかぜ（CL-59）、たつかぜ（CL-60）、うめかぜ（CL-61）、ゆみかぜ（CL-62）、みほかぜ（CL-63）、こしかぜ（CL-64）、
昭和45年度計画
とまかぜ（CL-65）、ひばかぜ（CL-66）、ゆりかぜ（CL-67）、すみかぜ（CL-68）、かしま（CL-69）、たけかぜ（CL-70）、きぬかぜ（CL-71）、しぎかぜ（CL-72）、うずかぜ（CL-73）、あきかぜ（CL-74）、せとかぜ（CL-75）、くれかぜ（CL-76）、もじかぜ（CL-77）、さたかぜ（CL-78）、
昭和46年度計画
きりかぜ（CL-79）、かみかぜ（CL-80）、うみかぜ（CL-81）、ゆめかぜ（CL-82）、まきかぜ（CL-83）、はかぜ（CL-84）、しゃちかぜ（CL-85）、ひめかぜ（CL-86）、いせかぜ（CL-87）、こまかぜ（CL-88）、きしかぜ（CL-89）、まやかぜ（CL-90）、きくかぜ（CL-91）、ひろかぜ（CL-92）、きびかぜ（CL-93）、あしかぜ（CL-94）、おとかぜ（CL-95）、くりかぜ（CL-96）、いまかぜ（CL-97）、
昭和47年度計画
てるかぜ（CL-98）、ときつかぜ（CL-100）、つきかぜ（CL-101）、あわかぜ（CL-102）、のまかぜ（CL-103）、みおかぜ（CL-104）、きいかぜ（CL-106）、たまつかぜ（CL-108）、みよかぜ（CL-109）、あやかぜ（CL-110）、みつかぜ（CL-111）、はたかぜ（CL-112）、ぬまかぜ（CL-113）、そよかぜ（CL-114）、みねかぜ（CL-115）、おきつかぜ（CL-116）、でいご（CL-117）、ゆうな（CL-118）、あだん（CL-119）、
昭和48年度計画
ほろかぜ（CL-120）、そまかぜ（CL-121）、はつかぜ（CL-122）、ささかぜ（CL-123）、はぎかぜ（CL-124）、とねかぜ（CL-125）、しずかぜ（CL-126）、むろかぜ（CL-127）、やまかぜ（CL-129）、ひこかぜ（CL-130）、たかかぜ（CL-131）、むらかぜ（CL-132）、のもかぜ（CL-133）、くもかぜ（CL-134）、やなかぜ（CL-135）、ゆらかぜ（CL-136）、わしかぜ（CL-137）、くしかぜ（CL-138）、ほしかぜ（CL-139）、げつとう（CL-140）、
昭和49年度計画
いわかぜ（CL-141）、まつかぜ（CL-142）、おいつかぜ（CL-143）、あらかぜ（CL-144）、たにかぜ（CL-145）、こちかぜ（CL-146）、おきかぜ（CL-147）、すわかぜ（CL-148）、さちかぜ（CL-149）、なつかぜ（CL-150）、はるかぜ（CL-151）、
昭和50年度計画
りんどう（CL-152）、さわかぜ（CL-153）、かいどう（CL-154）、なでしこ（CL-155）、やまざくら（CL-156）、
- しきなみ型 - 17隻 ※ 23メートル型

昭和45年度計画
しきなみ（PC-54）、ともなみ（PC-55）、
昭和46年度計画
わかなみ（PC-56）、いせなみ（PC-57）、たかなみ（PC-58）、
昭和47年度計画
むつき（PC-59）、もちづき（PC-60）、はるづき（PC-61）、きよづき（PC-62）、うらづき（PC-63）、
昭和48年度計画
うらなみ（PC-66）、たまなみ（PC-67）、みねぐも（PC-68）、きよなみ（PC-69）、おきなみ（PC-70）、わかなみ（PC-71）、
昭和49年度計画
あそゆき（PC-74）、
- まつなみ（PC-53） - 1隻 ※ 特23メートル型

昭和45年度計画
- のげかぜ型 - 4隻 ※ 改15メートル型

昭和47年度計画
のげかぜ（CL-99）、くすかぜ（CL-105）、いとかぜ（CL-107）、
昭和48年度計画
かわかぜ（CL-128）、
- あきづき型 - 12隻 ※ 特23メートル型

昭和48年度計画
あきづき（PC-64）、しののめ（PC-65）、
昭和49年度計画
うらゆき（PC-72）、いせゆき（PC-73）、
昭和50年度計画
はたぐも（PC-75）、まきぐも（PC-76）、
昭和51年度計画
はまづき（PC-77）、いそづき（PC-78）、
昭和52年度計画
しまなみ（PC-79）、
昭和53年度計画
ゆうづき（PC-80）、
昭和55年度計画
はなゆき（PC-81）、
昭和57年度計画
あわぎり（PC-82）、
- むらくも型 - 23隻 ※ 30メートル型

昭和52年度計画
むらくも（PC-201）、きたぐも（PC-202）、
昭和52年度補正計画
ゆきぐも（PC-203）、あさぐも（PC-204）、
昭和53年度計画
はやぐも（PC-205）、あきぐも（PC-206）、やえぐも（PC-207）、なつぐも（PC-208）、
昭和53年度補正計画
やまぎり（PC-209）、かわぎり（PC-210）、てるづき（PC-211）、なつづき（PC-212）、
昭和54年度計画
みやづき（PC-213）、
昭和55年度計画
にじぐも（PC-214）、たつぐも（PC-215）、はまゆき（PC-216）、いそなみ（PC-217）、なごづき（PC-218）、やえづき（PC-219）、
昭和56年度計画
やまゆき（PC-220）、こまゆき（PC-221）、
昭和57年度計画
うみぎり（PC-222）、あさぎり（PC-223）、
- やまゆり型 - 64隻 ※ 15メートル型[165]

昭和52年度計画
やまゆり（CL-201）、たちばな（CL-202）、
昭和53年度計画
こまくさ（CL-203）、しらぎく（CL-204）、
昭和53年度補正計画
やぐるま（CL-205）、はまなす（CL-206）、すずらん（CL-207）、いそぎく（CL-208）、いせぎく（CL-209）、あやめ（CL-210）、あじさい（CL-211）、ひまわり（CL-212）、はざくら（CL-213）、ひなぎく（CL-214）、はまぎく（CL-215）、ふよう（CL-216）、つばき（CL-217）、さざんか（CL-218）、あおい（CL-219）、すいせん（CL-220）、やえざくら（CL-221）、あけび（CL-222）、
昭和54年度計画
しらはぎ（CL-223）、べにばな（CL-224）、むらつばき（CL-225）、つつじ（CL-226）、あしび（CL-227）、さとざくら（CL-228）、ゆきつばき（CL-229）、さつき（CL-230）、
昭和55年度計画
えぞぎく（CL-231）、あかしあ（CL-232）、こざくら（CL-233）、しらうめ（CL-234）、さるびあ（CL-235）、すいれん（CL-236）、はつぎく（CL-237）、はまゆり（CL-238）、
昭和56年度計画
あいりす（CL-239）、やまぶき（CL-240）、しらゆり（CL-241）、からたち（CL-242）、こうばい（CL-243）、はまゆう（CL-244）、
昭和57年度計画
ささゆり（CL-245）、こすもす（CL-246）、しおぎく（CL-247）、やまはぎ（CL-248）、もくれん（CL-249）、いそふじ（CL-250）、
昭和58年度計画
たまつばき（CL-251）、よどぎく（CL-252）、いよざくら（CL-253）、ひめつばき（CL-254）、ときくさ（CL-255）、
昭和59年度計画
むつぎく（CL-256）、てるぎく（CL-257）、まやざくら（CL-258）、やまぎく（CL-259）、とびうめ（CL-260）、ことざくら（CL-261）、みほぎく（CL-262）、くろゆり（CL-263）、ちよぎく（CL-264）、
- しまぎり型 - 3隻 ※ 23メートル型

昭和59年度計画
しまぎり（PC-83）、せとぎり（PC-84）、はやぎり（PC-85）、
- いそかぜ型 - 2隻 ※ 15メートル型

昭和63年度計画
いそかぜ（CL-01）、はやかぜ（CL-02）、
- なつぎり型 - 2隻 ※ 特23メートル型

平成元年度計画
なつぎり（PC-86）、すがなみ（PC-87）、
- なだかぜ型 - 2隻 ※ 15メートル型

平成2年度計画
なだかぜ（CL-03）、ことかぜ（CL-04）、
- すずかぜ型 - 201隻（4隻建造中） ※ 20メートル型

平成3年度計画
すずかぜ（CL-11）、あさかぜ（CL-12）、すぎかぜ（CL-13）、ふじかぜ（CL-14）、みやかぜ（CL-15）、ひばかぜ（CL-16）、さたかぜ（CL-17）、
平成4年度計画
とまかぜ（CL-18）、ゆりかぜ（CL-19）、ふさかぜ（CL-20）、うめかぜ（CL-21）、しぎかぜ（CL-22）、うずかぜ（CL-23）、あきかぜ（CL-24）、くれかぜ（CL-25）、もじかぜ（CL-26）、
平成4年度補正計画
そでかぜ（CL-27）、きぬかぜ（CL-28）、まやかぜ（CL-29）、せとかぜ（CL-30）、まきかぜ（CL-31）、ひめかぜ（CL-32）、くがかぜ（CL-33）、
平成5年度計画
ゆめかぜ（CL-34）、うみかぜ（CL-35）、きりかぜ（CL-36）、はかぜ（CL-37）、しゃちかぜ（CL-38）、いせかぜ（CL-39）、こまかぜ（CL-40）、きしかぜ（CL-41）、とよかぜ（CL-46）、さつかぜ（CL-47）、
平成5年度第1次補正計画
きくかぜ（CL-42）、おとかぜ（CL-43）、ひろかぜ（CL-44）、あしかぜ（CL-45）、
平成5年度第2次補正計画
しおかぜ（CL-48）、あわかぜ（CL-49）、はまかぜ（CL-50）、みおかぜ（CL-51）、ともかぜ（CL-52）、きびかぜ（CL-53）、なちかぜ（CL-54）、みつかぜ（CL-55）、はたかぜ（CL-56）、せきかぜ（CL-57）、
平成5年度第3次補正計画
てるかぜ（CL-58）、しまかぜ（CL-59）、ささかぜ（CL-60）、きいかぜ（CL-61）、いきかぜ（CL-62）、みねかぜ（CL-63）、とりかぜ（CL-64）、あまかぜ（CL-65）、あおかぜ（CL-66）、おぎかぜ（CL-67）、たちかぜ（CL-68）、
平成6年度計画
でいご（CL-69）、ゆうな（CL-70）、あだん（CL-71）、
平成7年度計画
きじかぜ（CL-72）、はつかぜ（CL-73）、ゆらかぜ（CL-74）、やなかぜ（CL-75）、わしかぜ（CL-76）、はるかぜ（CL-92）、ほしかぜ（CL-93）、
平成7年度第2次補正計画
むつかぜ（CL-77）、とねかぜ（CL-78）、しずかぜ（CL-79）、こまかぜ（CL-80）、ゆきかぜ（CL-81）、なかかぜ（CL-82）、かわかぜ（CL-83）、きよかぜ（CL-84）、ひこかぜ（CL-85）、おさかぜ（CL-86）、わかかぜ（CL-87）、いけかぜ（CL-88）、のもかぜ（CL-89）、ゆみかぜ（CL-90）、くまかぜ（CL-91）、
平成8年度補正計画
おいつかぜ（CL-94）、こちかぜ（CL-95）、はまなす（CL-96）、あかしあ（CL-97）、とさみずき（CL-98）、おきかぜ（CL-99）、さちかぜ（CL-100）、おぎかぜ（CL-101）、なつかぜ（CL-102）、
平成10年度第3次補正計画
さわかぜ（CL-103）、べにばな（CL-104）、やまざくら（CL-105）、かいどう（CL-106）、さざんか（CL-107）、あおい（CL-108）、すいせん（CL-109）、やえざくら（CL-110）、やなかぜ（CL-111）、ゆきつばき（CL-112）、わしかぜ（CL-113）、
平成11年度予備費
のげかぜ（CL-114）、
平成12年度補正計画
いまかぜ（CL-115）、こまくさ（CL-116）、しらぎく（CL-117）、かつかぜ（CL-118）、さつき（CL-119）、
平成13年度第1次補正計画
やぐるま（CL-120）、むろかぜ（CL-121）、ふよう（CL-122）、つばき（CL-123）、ひごかぜ（CL-124）、しらはぎ（CL-125）、あしび（CL-126）、すいれん（CL-127）、こうばい（CL-128）、やまゆり（CL-129）、くりかぜ（CL-130）、そらかぜ（CL-131）、むらかぜ（CL-132）、あいかぜ（CL-133）、
平成13年度第2次補正計画
あやめ（CL-134）、
平成17年度補正計画
いそぎく（CL-135）、やまぶき（CL-136）、みおかぜ（CL-137）、こまかぜ（CL-138）、ときくさ（CL-139）、
平成18年度計画
ひだかぜ（CL-140）、しらぎく（CL-141）、ひめざくら（CL-142）、
平成18年度補正計画
すずかぜ（CL-143）、すぎかぜ（CL-144）、さとざくら（CL-145）、ひこかぜ（CL-146）、すいせん（CL-147）、みほぎく（CL-148）、こしかぜ（CL-149）、わしかぜ（CL-150）、
平成19年度補正計画
るりかぜ（CL-151）、うけゆり（CL-152）、でいご（CL-153）、あだん（CL-154）、ゆうな（CL-155）、しろかぜ（CL-156）、ほこかぜ（CL-157）、さくらかぜ（CL-158）、
平成20年度計画
みほかぜ（CL-159）、いせぎく（CL-160）、くれかぜ（CL-161）、いよざくら（CL-162）、まつかぜ（CL-163）、
平成21年度計画
たまかぜ（CL-164）、てるぎく（CL-165）、
平成22年度計画
こざくら（CL-166）、えぞかぜ（CL-167）、やまぎく（CL-168）、ことざくら（CL-169）、
平成22年度経済対策予備費計画（補正ではない）
すずらん（CL-170）、ちよかぜ（CL-171）、
平成26年度補正計画
さつかぜ（CL-01）、りんどう（CL-02）、
平成28年度計画
なだかぜ（CL-03）、ことかぜ（CL-04）、
平成28年度第2次補正計画
あさかぜ（CL-172）、
平成29年度計画
うきかぜ（CL-173）、みやかぜ（CL-174）、
平成29年度補正計画
ひばかぜ（CL-175）、
平成30年度計画
ひめぎく（CL-176）、ふじかぜ（CL-177）、たかかぜ（CL-178）、ふさかぜ（CL-179）、うずかぜ（CL-180）、きぬかぜ（CL-181）、
平成30年度第2次補正計画
とまかぜ（CL-182）、ゆりかぜ（CL-183）、もじかぜ（CL-186）、まやかぜ（CL-187）、せとかぜ（CL-188）、
平成31年度計画
うめかぜ（CL-184）、あきかぜ（CL-185）、
令和元年度補正計画
はすかぜ（CL-191）、きみかぜ（CL-192）、ひめかぜ（CL-193）、しぎかぜ（CL-194）、
令和2年度計画
ぶんごうめ（CL-189）、くがかぜ（CL-190）、
令和2年度第3次補正計画
にじかぜ（CL-195）、きりかぜ（CL-196）、うみかぜ（CL-197）、ひろかぜ（CL-198）、とよかぜ（CL-199）、はかぜ（CL-200）、ひめぎく（CL-201）、あしかぜ（CL-202）、
令和3年度計画
いせかぜ（CL-203）、
令和3年度補正計画
ささかぜ（CL-204）、
令和4年度計画
なるかぜ（CL-205）、
令和4年度補正計画
ゆめかぜ（CL-206）、
令和5年度計画
まびかぜ（CL-207）、
令和5年度補正計画
とねかぜ（CL-208）、からたち（CL-209）、ひなぎく（CL-210）、せきかぜ（CL-211）、なつかぜ（CL-212）、
- はやなみ型 - 11隻 ※ 35メートル型

平成4年度計画
はやなみ（PC-11）、
平成5年度計画
しきなみ（PC-12）、みずなみ（PC-13）、
平成5年度第1次補正計画
いよなみ（PC-14）、
平成5年度第2次補正計画
くりなみ（PC-15）、
平成7年度第1次補正計画
はまなみ（PC-16）、しののめ（PC-17）、はるなみ（PC-18）、きよづき（PC-19）、あやなみ（PC-20）、ときなみ（PC-21）、
- まつなみ（PC-01） - 1隻 ※ 35メートル型

平成5年度計画
- あそぎり型 - 4隻 ※ 30メートル型

平成5年度計画
あそぎり（PC-101）、
平成5年度第3次補正計画
むろづき（PC-102）、
平成7年度計画
なおづき（PC-104）、
平成7年度第2次補正計画
わかぐも（PC-103）、
- かがゆき型 - 26隻（1隻計画中） ※ 30メートル型

平成10年度第3次補正計画
かがゆき（PC-105）、
平成13年度計画
むらくも（PC-106）、
平成13年度第2次補正計画
いずなみ（PC-107）、
平成18年度計画
やえぐも（PC-108）、なつぐも（PC-109）、あきぐも（PC-110）、
平成19年度計画
たつぐも（PC-111）、いきぐも（PC-112）、なつづき（PC-113）、
平成19年度補正計画
おきぐも（PC-114）、あわぐも（PC-115）、しまぐも（PC-116）、
平成21年度補正計画
ゆきぐも（PC-117）、きたぐも（PC-118）、こまゆき（PC-119）、
平成22年度計画
かわぎり（PC-120）、わかづき（PC-121）、
平成24年度予備費計画
いそなみ（PC-122）、なごつき（PC-123）、やえづき（PC-124）、
平成29年度計画
いせゆき（PC-125）、はまゆき（PC-126）、
平成29年度補正計画
うみぎり（PC-127）、あさぎり（PC-128）、
令和2年度第3次補正計画
たかつき（PC-129）、
令和3年度補正計画
はやなみ（PC-130）、
令和7年度計画
（PC-）、
- ことなみ型 - 15隻 ※ 23メートル型

平成22年度計画
ことなみ（PC-31）、はたぐも（PC-32）、
平成24年度補正計画
うらゆき（PC-33）、ゆうづき（PC-34）、いそづき（PC-35）、とばぎり（PC-36）、しまなみ（PC-37）、みねぐも（PC-38）、
平成27年度補正計画
たまなみ（PC-39）、あわぎり（PC-40）、
平成28年度計画
しまぎり（PC-41）、みちなみ（PC-42）、
平成29年度計画
おきなみ（PC-43）、
平成29年度補正計画
たつぎり（PC-44）、すがなみ（PC-45）、
- はやかぜ型 - 6隻 ※ 18メートル型

令和3年度計画
はやかぜ（CL-11）、おとつばき（CL-12）、
令和3年度補正計画
しゃちかぜ（CL-13）、きくかぜ（CL-14）、
令和5年度補正計画
はたかぜ（CL-15）、いけかぜ（CL-16）、

#### 消防巡視艇
- はまぐも型 - 4隻 ※ 35メートル型

平成10年度計画
はまぐも（PC-22）、あわなみ（PC-23）、
平成10年度第3次補正計画
うらなみ（PC-24）、
平成11年度計画
しきなみ（PC-25）、
- よど型 - 10隻 ※ 35メートル型

平成12年度補正計画
よど（PC-51）、
平成13年度第2次補正計画
ことびき（PC-52）、なち（PC-53）、ぬのびき（PC-54）、
平成23年度第3次補正計画
ふどう（PC-55）、りゅうせい（PC-56）、たかたき（PC-57）、あおたき（PC-58）、なち（PC-59）、みのお（PC-60）

#### 港内艇
- しののめ（PC-30）[203] - 1隻 ※ 23メートル型

昭和28年度計画
- むらくも型 - 6隻 ※ 23メートル型

昭和28年度計画
むらくも（PC-31）、まきぐも（PC-32）、やえぐも（PC-33）、
昭和29年度計画
あさぐも（PC-34）、なつぐも（PC-35）、たつぐも（PC-36）、
- はたぐも（PC-31）[203] - 1隻

- あらかぜ（CL-14）[203] - 1隻

昭和28年度計画
- こざくら（CS-56）[203] - 1隻

昭和28年度計画

#### 監視取締艇
- おりおん型 - 32隻 ※ 6メートル型

昭和46年度計画
おりおん（SS-01）、ぺがさす（SS-02）、
昭和48年度計画
ねぷちゆん（SS-04）、じゆぴたあ（SS-05）、びいなす（SS-06）、
昭和49年度計画
かしおぺあ（SS-07）、ふえにつくす（SS-08）、さあぺんす（SS-09）、かりいな（SS-10）、
昭和50年度計画
かぺら（SS-11）、すぴか（SS-12）、しりうす（SS-13）、べが（SS-14）、
昭和51年度計画
ぷろしおん（SS-16）、れお（SS-17）、ぽらりす（SS-18）、りげる（SS-19）、しぐなす（SS-20）、でねぶ（SS-21）、まあきゆりい（SS-22）、
昭和52年度計画
ぺるせうす（SS-23）、けんたうるす（SS-24）、あんどろめだ（SS-25）、あるたいる（SS-26）、へらくれす（SS-27）、
昭和53年度計画
じえみに（SS-28）、えりいず（SS-29）、こめつと（SS-30）、れぐるす（SS-31）、
昭和54年度計画
べてるぎうす（SS-32）、あるでばらん（SS-33）、ぷれあです（SS-34）、
- あんたれす（SS-15） - 1隻 ※ 6メートル型

昭和50年度計画
- さざんくろす（SS-35）[205] - 1隻 ※ 7メートル型

昭和59年度計画
- おりおん型 - 24隻

平成4年度計画
おりおん（SS-51）、ぺがさす（SS-52）、
平成5年度計画
ねぷちゆん（SS-53）、じゆぴたあ（SS-54）、びいなす（SS-55）、
平成6年度計画
かしおぺあ（SS-56）、ふえにつくす（SS-57）、かりいな（SS-58）、
平成7年度計画
かぺら（SS-59）、さあぺんす（SS-60）、
平成8年度計画
しりうす（SS-61）、あんたれす（SS-62）、
平成9年度計画
べが（SS-63）、
平成10年度計画
すぴか（SS-64）、
平成11年度計画
れお（SS-67）、
平成12年度計画
でねぶ（SS-68）、
平成14年度計画
ぺるせうす（SS-70）、けんたうるす（SS-71）、へらくれす（SS-72）、
平成15年度計画
あんどろめだ（SS-73）、
平成16年度計画
あるでばらん（SS-74）、
平成19年度補正計画
ていだ（SS-75）、むりぶし（SS-76）、あるたいる（SS-77）
平成21年度計画
こめっと（SS-78）
平成22年度計画
べてるぎうす（SS-79）
- ぽおらすたあ型 - 11隻

平成7年度第2次補正計画
ぽおらすたあ（SS-36）、すばる（SS-37）、れいら（SS-38）、あくえりあす（SS-39）、すこおぴお（SS-40）、りべら（SS-41）、ぽるつくす（SS-42）、ありおす（SS-43）、とりとん（SS-44）、ぱるさあ（SS-45）、はいむる（SS-46）、
- りんくす型 - 2隻

平成10年度計画
りんくす（SS-65）、たうらす（SS-66）、
- さざんくろす（SS-69） - 1隻

平成13年度計画
- 複合型 - 隻数不明

平成10年度第3次補正計画
12隻
平成11年度計画予備費
隻数不明
- 外洋型 - 隻数不明

平成14年度計画
隻数不明
- SSG - 2隻

平成17年度計画
さじたりうす
平成？年度計画
らいでん（GS-02）
- ぷれあです型 - 13隻（1隻建造中）

平成28年度第2次補正計画
ぷれあです（SS-31）、ぽらりす（SS-32）、すばる（SS-33）、れいら（SS-34）、ぽるつくす（SS-35）、
平成29年度計画
りぶら（SS-21）、ありえす（SS-22）、あくありうす（SS-23）、しいがる（SS-24）、（SS-）、
平成30年度補正計画
ひどら（SS-25）、れぷす（SS-26）、りげる（SS-27）、かすとる（SS-28）、
- しぐなす型 - 5隻

令和3年度計画
しぐなす（SS-01）、びいなす（SS-02）、おりおん（SS-03）、たいたん（SS-04）、とびうお（SS-05）、
- あんたれす型 - 1隻

令和3年度計画
あんたれす（SS-06）、
- すこおぴお型 - 6隻

令和4年度計画
すこおぴお（SS-07）、
令和4年度補正計画
とりとん（SS-08）、ありおす（SS-09）、べが（SS-10）、りべら（SS-11）、ぱるさあ（SS-12）、

#### 警備艇
- 旧はやて型 - 2隻

昭和62年度計画
はやて（GS-01）、いなずま（GS-02）、

#### 漁業監視船
- 第二十五興南丸[207]（PF-01） - 1隻　※日本共同捕鯨のキャッチャーボート（1957年竣工、753総トン）を、1978年から用船したもの[207]。

- 第十八関丸[207]（PF-02） - 1隻　※日本共同捕鯨のキャッチャーボート（1957年竣工、647総トン）を、1978年から用船したもの[207]。

#### 救助艇
- すま型 - 18隻 ※ 12メートル型救助艇

昭和25年度第2次追加計画
すま（CR-01）、あかし（CR-02）、みほ（CR-03）、ふたみ（CR-04）、まいこ（CR-05）、さが（CR-06）、なこそ（CR-07）、おむろ（CR-08）、ふしみ（CR-09）、あたか（CR-10）、
昭和26年度計画
あすか（CR-11）、あたみ（CR-12）、かたせ（CR-13）、ももやま（CR-14）、ちはや（CR-15）、なるみ（CR-16）、はしだて（CR-17）、やましな（CR-18）、
- ひえん（CR-51） - 1隻 ※ 6メートル型プロペラ艇

昭和34年度計画

#### 救難曳船
- 真金丸（STR-01）[208] - 1隻

- 日島丸（STR-02）[209] - 1隻

- 第三佐世保丸（STR-03）[210] - 1隻

- 海光（STR-04）[211] - 1隻

- 神竜丸（STR-05）[212] - 1隻

#### 消防船
- ひりゆう型 - 5隻

昭和43年度計画
ひりゆう（FL-01）、
昭和44年度計画
しようりゆう（FL-02）、
昭和45年度計画
なんりゆう（FL-03）、
昭和51年度計画
かいりゆう（FL-04）、
昭和52年度計画
すいりゆう（FL-05）、
- ひりゅう（FL-01） - 1隻

平成8年度計画

#### 消防艇
- おとわ型 - 7隻 ※ 12メートル型消防艇

昭和25年度第2次追加計画
おとわ（CF-01）、ぬのびき（CF-02）、けごん（CF-03）、しらいと（CF-04）、ことびき（CF-05）、
昭和26年度計画
なち（CF-06）、みのお（CF-07）、
- ぬのびき型 - 10隻 ※ 中型消防艇

昭和48年度計画
ぬのびき（FM-01）、
昭和49年度計画
よど（FM-02）、おとわ（FM-03）、しらいと（FM-04）、
昭和50年度計画
ことびき（FM-05）、なち（FM-06）、
昭和51年度計画
けごん（FM-07）、
昭和52年度計画
みのお（FM-08）、
昭和54年度計画
りゆうせい（FM-09）、
昭和55年度計画
きよたき（FM-10）、

#### 油回収艇
- うらが型 - 3隻

昭和49年度計画
うらが（OS-01）、びさん（OS-02）、
昭和50年度計画
なると（OS-03）、

#### 油防除艇
- しらさぎ型 - 5隻

昭和51年度計画
しらさぎ（OR-01）、
昭和52年度計画
しらとり（OR-02）、みずなぎ（OR-03）、
昭和53年度計画
ちどり（OR-04）、いそしぎ（OR-05）、

#### オイルフェンス展張船
- 『M101』型 - 19隻

昭和49年度計画
M101（OX-01）、102（OX-02）、103（OX-03）、104（OX-04）、105（OX-05）、
昭和50年度計画
M106（OX-06）、107（OX-07）、108（OX-08）、109（OX-09）、110（OX-10）、111（OX-11）、112（OX-12）、113（OX-13）、114（OX-14）、115（OX-15）、
昭和51年度計画
M116（OX-16）、117（OX-17）、118（OX-18）、119（OX-19）、

#### 放射能調査艇
- きぬがさ型 - 2隻

昭和45年度計画
きぬがさ（MS-01）、さいかい（MS-02）、
- かつれん（MS-03） - 1隻

昭和50年度計画
- きぬがさ（MS-01） - 1隻

平成2年度計画
- さいかい（MS-02） - 1隻

平成4年度計画
- かつれん型 - 3隻

平成8年度計画
かつれん（MS-03）、
平成24年度計画
きぬがさ（MS-01）、
平成26年度計画
さいかい（MS-02）

#### 雑船
- 大黒丸（NO-03） - 1隻

- SH-1（NO-04） - 1隻

- SH-2（NO-05） - 1隻

- SH-3（NO-06） - 1隻

- NK-1（NO-07） - 1隻

- NK-2（NO-10） - 1隻

- NK-3（NO-11） - 1隻

- NK-4（NO-12） - 1隻

- 松丸（NO-22） - 1隻

- 竹丸（NO-23） - 1隻

- 旧・海運局交通船 - 2隻

ありあけ（NO-24）、あけぼの（NO-33）、
- 六甲（NO-25） - 1隻

- 旧・通船 - 5隻

NO-26、27、28、29、30、
- 浚渫号（NP-32）[215] - 1隻

- 第一潮風（NO-34） - 1隻

- 第二潮風（NO-35） - 1隻

- なにわ（NO-36） - 1隻

- まや（NO-37） - 1隻

- KB-534（NO-38） - 1隻

- MC-1 - 1隻

- MC-2 - 1隻

- MC-3 - 1隻

- MC-4 - 1隻

- 旧・港内艇[216] - 6隻

M601（NO-01）、M603（NO-02）、M604（NO-03）、M605（NO-04）、M606（NO-05）、M607（NO-06）、
- 旧・巡視船搭載予定船[223] - 6隻

M608（NO-07）、M609（NO-08）、M610（NO-09）、M611（NO-10）、M612（NO-11）、M613（NO-12）、
- 6メートル型カッター - 19隻

C601（NO-13）、C602（NO-14）、C603（NO-15）、C604（NO-16）、C605（NO-17）、C606（NO-18）、C607（NO-19）、C608（NO-20）、C609（NO-21）、C610（NO-22）、C611（NO-23）、C612（NO-24）、C613（NO-25）、C614（NO-26）、C501（NO-27）、C615（NO-41）、C616（NO-42）、C617（NO-43）、C618（NO-44）、
- M801（MO-31）[241] - 1隻 ※ 6メートル型

- 『M802』型 - 2隻 ※ 6メートル型

M802（NO-32）、M803（NO-33）、
- M804（NO-34） - 1隻 ※ 6メートル型

- M901（NO-35）[242] - 1隻

- M902（NO-36）[243] - 1隻

- C502（NO-45）[244] - 1隻

- C901（NO-46）[245] - 1隻

- 旧・灯台見回り船 - 2隻

M613（NO-12）、M614（NO-13）、
- 旧・測量船 - 1隻

M615（NO-14）、
- M617（NO-16）[249] - 1隻

- 旧・巡視船『PL-100』搭載艇 - 3隻

C619（NO-47）、M620（NO-19）、C620（NO-48）、
- M619（NO-18）[252] - 1隻

- M621（NO-20）[253] - 1隻

- M622（NO-21）[254] - 1隻

- M623（NO-22）[255] - 1隻

### 海洋情報業務用船艇

#### 測量船
- 第四海洋型[256] - 2隻

第四海洋（HG-01）、第五海洋（HG-02）、
- 第一天海丸（HG-03） - 1隻

- 平洋丸（HG-04）[257] - 1隻

- あかしお型[258] - 2隻 ※ 10メートル型

あかしお（HS-15）、たかしお（HS-16）、
- おきしお型 - 14隻 ※ 10メートル型

HG-05、おきしお（HG-06）、うずしお（HG-07）、HG-08、はやしお（HG-09）、なぎしお（HG-10）、まきしお（HG-11）、わかしお（HG-12）、いそしお（HG-13）、あらしお（HG-14）、HG-15、あさしお（HG-16）、おおしお（HG-17）、あきしお（HG-18）、
- はしま型 - 2隻 ※ 10メートル型

昭和26年度計画
はしま（HS-17）、あこぎ（HS-18）、
- いそご型 - 4隻 ※ 12メートル型

昭和26年度計画
いそご（HS-19）、ふかえ（HS-20）、つくね（HS-21）、へさき（HS-22）、
- 明洋丸（HL-01）[273] - 1隻

- たかしま型 - 3隻 ※ 11メートル型

昭和28年度計画
たかしま（HS-23）、よりい（HS-24）、ちとせ（HS-25）、
- へいよう（HM-04）[274] - 1隻 ※ 60トン型

昭和29年度計画
- 拓洋（HL-02） - 1隻 ※ 900トン型

昭和30年度計画
- 天洋（HM-05） - 1隻 ※ 150トン型

昭和35年度計画
- 海洋（HM-06） - 1隻 ※ 350トン型

昭和38年度計画
- 明洋（HL-03） - 1隻 ※ 500トン型

昭和37年度計画
- はましお型 - 11隻 ※ 10メートル型

昭和43年度計画
はましお（HS-01）、いせしお（HS-02）、せとしお（HS-03）、
昭和44年度計画
うずしお（HS-04）、はやしお（HS-05）、いそしお（HS-06）、
昭和45年度計画
たかしお（HS-07）、わかしお（HS-08）、ゆきしお（HS-09）、
昭和46年度計画
おやしお（HS-10）、くろしお（HS-11）、
- 昭洋（HL-01） - 1隻 ※ 2,000トン型

昭和45年度計画
- あかし型 - 5隻 ※ 15メートル型

昭和47年度計画
あかし（HS-31）、
昭和48年度計画
けらま（HS-32）、はやとも（HS-33）、
昭和49年度計画
くりはま（HS-34）、
昭和51年度計画
くるしま（HS-05）、
- 拓洋（HL-02） - 1隻 ※ 大型測量船

昭和56年度計画
- 天洋（HL-04） - 1隻 ※ 中型測量船

昭和60年度計画
- 明洋型 - 2隻 ※ 中型測量船

昭和63年度計画
明洋（HL-03）、
平成3年度計画
海洋（HL-05）、
- はましお型 - 7隻 ※ 20メートル型

平成2年度計画
はましお（HS-21）、
平成4年度計画
いそしお（HS-22）、
平成6年度計画
うずしお（HS-23）、
平成10年度第1次補正計画
おきしお（HS-24）、いせしお（HS-25）、はやしお（HS-26）、
平成13年度第2次補正計画
くるしま（HS-27）、
- 昭洋（HL-01） - 1隻 ※ 3,000トン型

平成7年度第2次補正計画
- じんべい（HS-11） - 1隻 ※ 10メートル型

平成12年度補正計画
- はましお型 - 2隻 ※ 27メートル型

平成28年度計画
はましお（HS-31）、
令和4年度補正計画
さくらひびき（HS-32）、
- 平洋型 - 2隻 ※ 大型測量船

平成28年度第2次補正計画
平洋（HL-11）、
平成30年度計画
光洋（HL-12）、
- 新型測量船（高機能代替）（仮称） - （1隻計画中）

令和6年度計画
（HL-）、

#### 潜水調査船
- しんかい（HU-06） - 1隻

昭和41年度計画

### 航路標識業務用船艇

#### 設標船
- うじな（LM-04）[275] - 1隻

- ほくと（LL-02） - 1隻 ※ 700トン型

昭和26年度計画
- ぎんが（LL-12） - 1隻 ※ 500トン型

昭和28年度計画
- かいおう（LL-13） - 1隻 ※ 700トン型

昭和29年度計画
- みょうじょう型 - 2隻 ※ 250トン型

昭和41年度計画
みょうじょう（LM-11）
昭和48年度計画
みょうじょう（LM-11）
- ほくと型- 3隻 ※ 800トン型

昭和53年度計画
ほくと（LL-11）、
昭和54年度計画
かいおう（LL-12）、ぎんが（LL-13）、

#### 航路標識測定船
- つしま（LL-01） - 1隻

昭和50年度計画

#### 灯台補給船
- 第十八日正丸（LT-01） - 1隻

- 宗谷（LL-01）[276] - 1隻

- 若草（LL-01） - 1隻

#### 灯台見回り船
- 伏瀬丸（LT-21） - 1隻

- 早瀬丸型 - 2隻

早瀬丸（LT-17）、白瀬丸（LT-33）、
- 光丸（LT-05） - 1隻

- 日正一号（LT-02） - 1隻

- 横浜一号（LT-03） - 1隻

- 横浜二号（LT-04） - 1隻

- 横浜三号（LT-06） - 1隻

- しながわ（LT-07） - 1隻

- のと（LT-08） - 1隻

- のせ（LT-09） - 1隻

- あきしろいし（LT-10） - 1隻

- まじま（LT-11）[279] - 1隻

- ひかり（LT-12） - 1隻

- なかと（LT-13） - 1隻

- くだこ（LT-14） - 1隻

- なべしま（LT-15） - 1隻

- なべしま一号（LT-16） - 1隻

- はやて（LT-18）[280] - 1隻

- ひやくかんじま（LT-19）[281] - 1隻

- 下関一号（LT-22） - 1隻

- 下関二号（LT-23） - 1隻

- 下関三号（LT-24） - 1隻

- 下関四号（LT-25） - 1隻

- 下関五号（LT-26） - 1隻

- 下関六号（LT-27） - 1隻

- 下関七号（LT-28） - 1隻

- 下関八号（LT-29） - 1隻

- とばせ（LT-30） - 1隻

- かもめ（LT-31）[282] - 1隻

- 立島丸（LT-32） - 1隻

- とじま（LT-34） - 1隻

- 灯台丸（LT-35） - 1隻

- 五通丸（LT-36） - 1隻

- きたみさき（LT-37） - 1隻

- わかまつ（LT-38） - 1隻

- わかみや（LT-39） - 1隻

- つるが（LT-40）[283] - 1隻

- おたる（LT-41） - 1隻

- るもい（LT-42） - 1隻

- はこだて（LT-43） - 1隻

- むろらん（LT-44） - 1隻

- あつけし（LT-45） - 1隻

- あばしり（LT-46） - 1隻

- ねむろ（LT-47） - 1隻

- ふなかわ（LT-48） - 1隻

- みさき（LT-49） - 1隻

- あおもり（LT-50） - 1隻

- にいがた（LT-51） - 1隻

- おおさか（LT-52） - 1隻

- かもい（LS-08） - 1隻

- 旧・海軍17メートル内火艇 - 2隻

宮島丸（LS-17）、明星（LS-41）、
- おおげ（LS-19） - 1隻

- 蔭灯丸（LS-35） - 1隻

- 銀河（LS-42） - 1隻

- 彗星（LS-43）[284] - 1隻

- 名光（LS-44） - 1隻

- あさひ（LS-45） - 1隻

- たましま（LS-46） - 1隻

- まるがめ（LS-47） - 1隻

- きのうら（LS-48） - 1隻

- いなづま（LS-49） - 1隻

- 第一東光丸（LS-50） - 1隻

- ひかり（LS-51）[285] - 1隻

- はくこう（LS-52） - 1隻

- みつしま（LS-53） - 1隻

- しろせ（LS-54） - 1隻

- あき（LS-55）[286] - 1隻

- 金星（LS-56）[287] - 1隻

- おのみち（LS-57） - 1隻

- かんのんじ（LS-58） - 1隻

- たいび（LS-59） - 1隻

- さた（LS-60） - 1隻

- まいづる（LS-61） - 1隻

- さかい（LS-62） - 1隻

- ありあけ（LS-63） - 1隻

- みどり（LS-64） - 1隻

- 愛光（LS-65） - 1隻

- 第二光丸（LS-66） - 1隻

- 第二東光丸（LS-67） - 1隻

- かたがみ（LS-69） - 1隻

- こまつしま（LS-71） - 1隻

- 雄島丸（LS-74） - 1隻

- 向島（LS-75）[288] - 1隻

- かんのうら（LS-131） - 1隻

- あけび（LS-161） - 1隻

- あおなみ（LS-166） - 1隻

- しろがね（LS-167） - 1隻

- LM-07[289] - 1隻

- 第二愛媛丸（LM-05）[290] - 1隻

- 日島丸（LM-08）[291] - 1隻

- きよつこう（LM-08） - 1隻 ※ 60トン型

昭和27年度計画
- きんこう（LS-73） - 1隻 ※ 14メートル型

昭和27年度計画
- 第一ずいこう型 - 12隻 ※ 10メートル型

昭和28年度計画
第一ずいこう（LS-132）、第三ずいこう（LS-153）、第四ずいこう（LS-154）、第五ずいこう（LS-155）、
昭和29年度計画
第二ずいこう（LS-152）、第六ずいこう（LS-180）、第七ずいこう（LS-181）、第八ずいこう（LS-182）、第九ずいこう（LS-183）、
その他
第三東光丸（LS-68）、
- あけぼの（LM-106） - 1隻 ※ 60トン型

昭和29年度計画
- あかつき（LM-107） - 1隻 ※ 60トン型

昭和30年度計画
- けいこう型 - 7隻 ※ 17メートル型

昭和32年度計画
けいこう（LS-201）、
昭和33年度計画
かいこう（LS-202）、
昭和34年度計画
ようこう（LS-203）、
昭和37年度計画
しゆんこう（LS-206）、
昭和38年度計画
みちひかり（LS-207）、おきひかり（LS-208）、
その他
二見丸（LS-26）、
- はつひかり（LS-204） - 1隻 ※ 20メートル型

昭和35年度計画
- 第一げつこう型 - 5隻 ※ 12メートル型

昭和35年度計画
第一げつこう（LS-184）、
昭和36年度計画
第二げつこう（LS-205）、
昭和38年度計画
第三げつこう（LS-209）、第四げつこう（LS-210）、第五げつこう（LS-211）、
- れいめい（LM-108） - 1隻 ※ 60トン型

昭和36年度計画
- ずいうん（LM-101） - 1隻 ※ 150トン型

昭和37年度計画
- 第一わこう（LS-187） - 1隻 ※ 6メートル型

昭和38年度計画
- 第一につこう型 - 2隻 ※ 10メートル型

昭和35年度計画
第一につこう（LS-185）、
昭和38年度計画
第二につこう（LS-186）、
- ひめひかり型 - 6隻 ※ 17メートル型

昭和39年度計画
ひめひかり（LS-212）、ことひかり（LS-213）、
昭和40年度計画
あきひかり（LS-214）、
昭和41年度計画
わかひかり（LS-215）、
昭和42年度計画
みおひかり（LS-216）、
昭和43年度計画
たまひかり（LS-217）、
- 第一ゆうこう型 - 22隻 ※ 10メートル型

昭和29年度計画
おおくの（LS-150）、
昭和39年度計画
第一ゆうこう（LS-188）、第二ゆうこう（LS-189）、第三ゆうこう（LS-190）、
昭和40年度計画
第四ゆうこう（LS-192）、第五ゆうこう（LS-193）、第六ゆうこう（LS-194）、第七ゆうこう（LS-195）、
昭和41年度計画
第八ゆうこう（LS-197）、第九ゆうこう（LS-198）、
昭和42年度計画
第一れいこう（LS-104）、第二れいこう（LS-108）、第三れいこう（LS-138）、第四れいこう（LS-140）、
昭和43年度計画
第五れいこう（LS-111）、第六れいこう（LS-134）、第七れいこう（LS-179）、第八れいこう（LS-159）、第九れいこう（LS-167）、
昭和45年度計画
第十れいこう（LS-162）、
昭和47年度計画
第一しんこう（LS-147）、第二しんこう（LS-132）、
- 第二わこう型 - 2隻 ※ 6メートル型

昭和39年度計画
第二わこう（LS-191）、
昭和40年度計画
第三わこう（LS-196）、
- しよううん型 - 2隻 ※ 23メートル型

昭和40年度計画
しよううん（LM-109）、
昭和42年度計画
せいうん（LM-110）、
- 第一せいこう（LS-199） - 1隻 ※ 10メートル型

昭和41年度計画
- うらひかり型 - 7隻 ※ 17メートル型

昭和43年度計画
うらひかり（LS-124）、
昭和47年度計画
ふさひかり（LS-115）、
昭和48年度計画
はるひかり（LS-201）、せとひかり（LS-203）、
昭和49年度計画
せきひかり（LS-156）、とりひかり（LS-184）、たかひかり（LS-202）、
- せきうん型 - 4隻

昭和44年度計画
せきうん（LM-105）、ほううん（LM-111）、
昭和46年度計画
れいうん（LM-102）、
昭和47年度計画
げんうん（LM-113）、
- たいこう型 - 8隻 ※ 改12メートル型

昭和44年度計画
たいこう（LS-152）、
昭和45年度計画
きようこう（LS-151）、みようこう（LS-171）、ちようこう（LS-218）、
昭和46年度計画
すいこう（LS-153）、さいこう（LS-219）、
昭和47年度計画
めいこう（LS-122）、はくこう（LS-183）、
- 第一えこう型 - 6隻 ※ 6メートル型

昭和45年度計画
第一えこう（LS-106）、第二えこう（LS-113）、第三えこう（LS-163）、第四えこう（LS-174）、
昭和46年度計画
第五えこう（LS-112）、
その他
おばま（LS-72）、
- 第一てんこう型 - 5隻 ※ 6メートル型

昭和45年度計画
第一てんこう（LS-125）、
昭和46年度計画
第二てんこう（LS-102）、
昭和47年度計画
第三てんこう（LS-103）、第四てんこう（LS-137）、
昭和48年度計画
第五てんこう（LS-105）、
- あやばね（LM-112） - 1隻 ※ 30メートル型

昭和47年度計画
- 第一ようこう型 - 6隻 ※ 10メートル型

昭和48年度計画
第一ようこう（LS-180）、
昭和49年度計画
第二ようこう（LS-182）、
昭和50年度計画
第三ようこう（LS-114）、
昭和53年度計画
第四ようこう（LS-141）、第五ようこう（LS-142）、第六ようこう（LS-143）、
- 第四わこう型 - 4隻 ※ 6メートル型

昭和48年度計画
第四わこう（LS-123）、
昭和53年度計画
第一ほうこう（LS-116）、第二ほうこう（LS-117）、
昭和53年度補正計画
第三ほうこう（LS-118）、
- はくうん型 - 11隻 ※ 23メートル型

昭和52年度計画
はくうん（LM-106）、
昭和53年度計画
とううん（LM-107）、
昭和56年度計画
とくうん（LM-114）、
昭和60年度計画
しよううん（LM-201）、
昭和63年度計画
せいうん（LM-202）、
平成2年度計画
せきうん（LM-203）、ほううん（LM-204）、
平成3年度計画
れいうん（LM-205）、
平成7年度計画
げんうん（LM-206）、
平成11年度計画
あやばね（LM-207）、
平成12年度計画
こううん（LM-208）、
- はつひかり型 - 20隻 ※ 17メートル型

昭和53年度計画
はつひかり（LS-204）、なはひかり（LS-205）、まつひかり（LS-206）、
昭和53年度補正計画
みちひかり（LS-207）、にしひかり（LS-208）、
昭和54年度計画
かみひかり（LS-209）、しまひかり（LS-210）、
昭和55年度計画
あきひかり（LS-211）、
昭和56年度計画
わかひかり（LS-212）、
昭和57年度計画
みおひかり（LS-213）、
昭和58年度計画
うらひかり（LS-214）、たまひかり（LS-215）、
昭和62年度計画
ふさひかり（LS-216）、
昭和63年度計画
はるひかり（LS-217）、せとひかり（LS-218）、
平成元年度計画
とりひかり（LS-219）、たかひかり（LS-220）、せきひかり（LS-221）、
平成13年度計画
しまひかり（LS-222）、まいひかり（LS-223）、
- しようこう型 - 12隻 ※ 12メートル型

昭和53年度計画
しようこう（LS-185）、
昭和53年度補正計画
けいこう（LS-181）、とうこう（LS-186）、げつこう（LS-187）、
昭和59年度計画
たいこう（LS-188）、
昭和60年度計画
ちようこう（LS-189）、みようこう（LS-190）、きようこう（LS-191）、
昭和61年度計画
すいこう（LS-192）、さいこう（LS-193）、
昭和62年度計画
あいこう（LS-194）、はくこう（LS-195）、
- 第一かいこう型 - 10隻 ※ 10メートル型

昭和55年度計画
第一かいこう（LS-144）、第二かいこう（LS-145）、第三かいこう（LS-146）、
昭和56年度計画
第四かいこう（LS-148）、
昭和57年度計画
第五かいこう（LS-149）、第六かいこう（LS-154）、
昭和58年度計画
第七かいこう（LS-155）、第八かいこう（LS-157）、第九かいこう（LS-158）、第十かいこう（LS-160）、
- ずいうん（LM-101） - 1隻 ※ 270トン型

昭和57年度計画
- 第一ずいこう型 - 5隻 ※ 10メートル型

昭和60年度計画
第一ずいこう（LS-161）、第二ずいこう（LS-164）、第三ずいこう（LS-165）、第四ずいこう（LS-166）、第五ずいこう（LS-167）、
- 第一れいこう型 - 3隻 ※ 10メートル型

昭和61年度計画
第一れいこう（LS-168）、
昭和62年度計画
第二れいこう（LS-169）、第三れいこう（LS-170）、
- ひめひかり型 - 2隻 ※ 20メートル型

平成10年度第1次補正計画
ひめひかり（LS-231）、まつひかり（LS-232）、
- なはひかり型 - 3隻 ※ 20メートル型

平成11年度計画
なはひかり（LS-233）
平成12年度計画
みちひかり（LS-234）
平成13年度計画
にじひかり（LS-235）
- あきひかり（LS-201） - 1隻 ※ 15メートル型

平成14年度計画

### 航路啓開業務用船艇

#### 掃海船
- ちよづる型 - 24隻 ※ ASC型

ちよづる（MS-01）、よしきり（MS-02）、はつたか（MS-03）、ふるたか（MS-04）、やまばと（MS-05）、かもづる（MS-06）、うみつばめ（MS-07）、ゆうひばり（MS-08）、はやたか（MS-09）、ゆうかり（MS-10）、はくおう（MS-11）、みやこどり（MS-12）、いわつばめ（MS-13）、駆特202号（MS-14）、はやとり（MS-15）、ともづる（MS-16）、しらとり（MS-17）、にしきどり（MS-57）、きじ（MS-81）、おおとり（MS-82）、わかたか（MS-83）、ひよどり（MS-84）、しらさぎ（MS-85）、おおたか（MS-86）、
- うきしま型 - 13隻 ※ PCS型

うきしま（MS-18）、つるしま（MS-19）、おとしま（MS-20）、まつしま（MS-21）、ひめしま（MS-22）、あわしま（MS-23）、くるしま（MS-24）、かもしま（MS-25）、たかしま（MS-26）、哨特154号（MS-27）、哨特175号（MS-28）、おおしま（MS-29）、哨特191号（MS-30）、
- 榮昌丸（MS-31） - 1隻

- 桑榮丸型 - 2隻

桑榮丸（MS-32）、泰昭丸（MS-81）、
- 蓬莱丸（MS-33） - 1隻

- 長門丸（MS-34） - 1隻

- 伊号庄田丸（MS-36） - 1隻

- 第二鮮友丸（MS-35） - 1隻

- 浪速丸（MS-37）[326] - 1隻

- 旧・海軍150トン曳船 - 4隻

第二徳山丸（MS-38）、美々津丸（MS-41）、高千穂丸（MS-42）、音戸丸（MS-55）、
- 旧・海軍100トン曳船 - 2隻

第三徳山丸（MS-39）、津久茂丸（MS-56）、
- 第5698号（MS-40）[333] - 1隻

- 旧・海軍特型運貨船（大発） - 3隻

第1532号（MS-43）、第1539号（MS-44）、第304号（MS-45）、
- 旧・海軍特型運貨船（大発、重油船） - 2隻

第3033号（MS-46）、第3233号（MS-47）、
- 旧・海軍特型運貨船（大発、水船） - 1隻

第3559号（MS-48）、
- 旧・海軍特型運貨船（大発、通船） - 1隻

第6187号（MS-49）、
- 第十二徳山丸（MS-50）[334] - 1隻

- 旧・海軍運貨船（150トン・シャラン船） - 2隻

第3431号（MS-51）、第3197号（MS-73）、
- 旧・海軍通船 - 2隻

仮称YG-55（MS-52）、仮称YG-56（MS-53）、
- 愛宕丸（MS-54）[335] - 1隻

- のゆき（MS-57）[336] - 1隻

- みねゆき型 - 3隻

みねゆき（MS-59）、さわゆき（MS-60）、ささゆき（MS-61）、
- ゆうちどり（MS-62）[340] - 1隻

- 旧・海軍7メートル内火艇 - 2隻

はるゆき（MS-63）、隼鷹1号（MS-64）、
- 鹿島1号（MS-65）[342] - 1隻

- 錦丸（MS-66） - 1隻

- 越智丸（MS-67） - 1隻

- 福吉丸（MS-68） - 1隻

- 千鳥丸（MS-69） - 1隻

- 櫻丸（MS-70）[343] - 1隻

- 第一城南丸（MS-71） - 1隻

- 第三城南丸（MS-72） - 1隻

- 旧・海軍内火通船 - 2隻

第2246号（MS-73）、MS-76、
- 第4071号（MS-74）[344] - 1隻

- 第一中興丸（MS-75） - 1隻

- 第二中興丸（MS-77） - 1隻

- MS-78 - 1隻

- 第二上丸（MS-79） - 1隻

- 協正丸（MS-80） - 1隻

- 伯洋丸（MS-87） - 1隻

- 第二新興丸（MS-88） - 1隻

### 教育業務用船艇

#### 実習艇
- あおば - 1隻

昭和50年度計画
- あおば - 1隻

平成7年度第2次補正計画
- 『C-I 』型 - 2隻

昭和50年度計画
C-I 、C-II 、
- 『C-I 』型 - 2隻

平成11年度計画
C-I 、
平成12年度計画
C-II 、